# Moerkapelle
Moerkapelle è un villaggio di circa 3.200 abitanti del sud-ovest dei Paesi Bassi, facente parte della provincia dell'Olanda Meridionale (Zuid-Holland) e situato nella regione di Schieland e lungo la sorgente del fiume Rotte. Dal punto di vista amministrativo, si tratta di ex-comune, dal 1991 inglobato nella nuova municipalità di Zevenhuizen-Moerkapelle e, in seguito (dal 2010) nella municipalità di Zuidplas.

## Geografia fisica
Moerkapelle si trova ad ovest/sud-ovest di Zoetermeer e a nord di Zevenhuizen.

## Storia
La zona su cui sorge Moerkapelle è abitata sin dal XV secolo.
In origine, il villaggio di Moerkapelle formava quasi un tutt'uno con il villaggio di Zevenhuizen, dal quale però si separò nel 1645.

### Simboli
Nello stemma di Moerkapelle sono raffigurate tre oche, una fascia e una volpe che corre tutte dorate su sfondo blu. Le origini di questo stemma, apparso per la prima volta nel XVIII secolo, non sono chiare.

## Monumenti e luoghi d'interesse
Moerkapelle vanta 4 edifici classificati come rijksmonumenten.

### Architetture religiose

#### Chiesa protestante
Principale edificio religioso di Moerkapelle è la chiesa protestante, situata nella Dorpsstraat e risalente al 1660.

### Architetture civili

#### Mulino "De Oorsprong"
Altro edificio d'interesse è il mulino "De Oorsprong", risalente al 1623. In prossimità di questo mulino, sorge il fiume Rotte.
|  |

#### Stolpenburg
Altro edificio d'interesse ancora è lo Stolpenburg, una fattoria risalente al XVIII secolo.

## Società

### Evoluzione demografica
Al censimento del 2008, Moerkapelle contava una popolazione pari a 3.245 abitanti.
La località ha conosciuto un decremento demografico rispetto al 2001, quando contava una popolazione pari a 3.320 abitanti.

## Geografia antropica
Buurtschappen
- Hollevoeterbrug (gran parte)